# Willem Dreeslaan (sneltramhalte)
Willem Dreeslaan is een sneltramhalte van RandstadRail in Zoetermeer. Het is een van de vijf stations aan de Oosterheemtracé, de in 2006 geopende nieuwe zijtak van de Zoetermeer Stadslijn naar station Lansingerland-Zoetermeer. Het is een viaductstation gebouwd over de gelijknamige laan in de Vinex-wijk Oosterheem. De tramdienst wordt al sinds de opening door de Haagse vervoersmaatschappij HTM gereden.
De halte werd op 29 oktober 2006 in gebruik genomen door RandstadRail 4 en op 23 juli 2020 door RandstadRail 34.

## Buslijnen
| Lijn | Route                                                   | Via                                                             | Vervoerder | Opmerkingen                       |
| ---- | ------------------------------------------------------- | --------------------------------------------------------------- | ---------- | --------------------------------- |
| 165  | Zoetermeer, Centrum-West - Alphen aan den Rijn, Station | Willem Dreeslaan, Benthuizen, Hazerswoude, Hazerswoude-Rijndijk | Qbuzz      |                                   |
| N6   | Den Haag, Centraal Station → Den Haag, Centraal Station | Leidschenveen, Zoetermeer                                       | HTM        | Alleen vrijdag- en zaterdagnacht. |

## Foto's

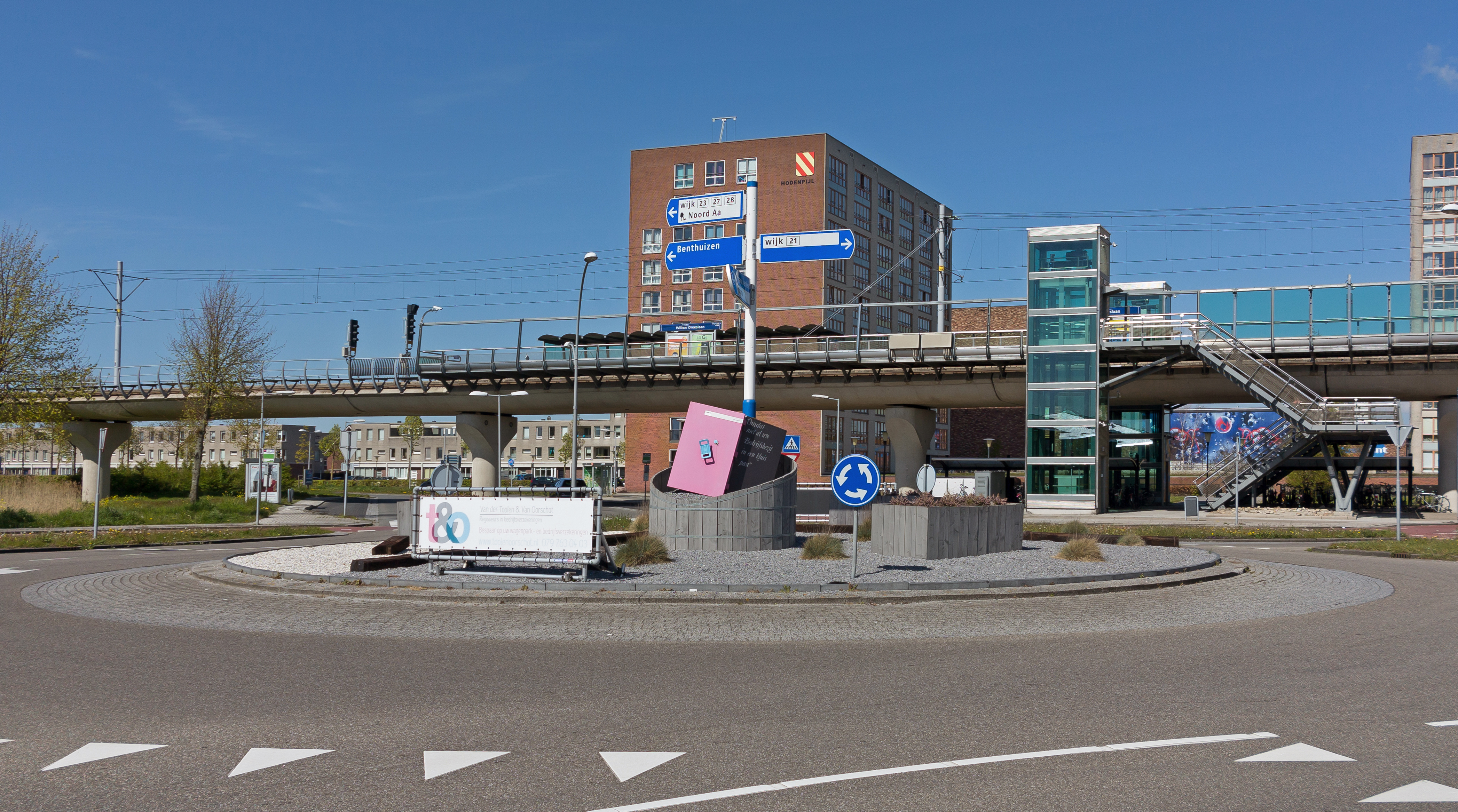
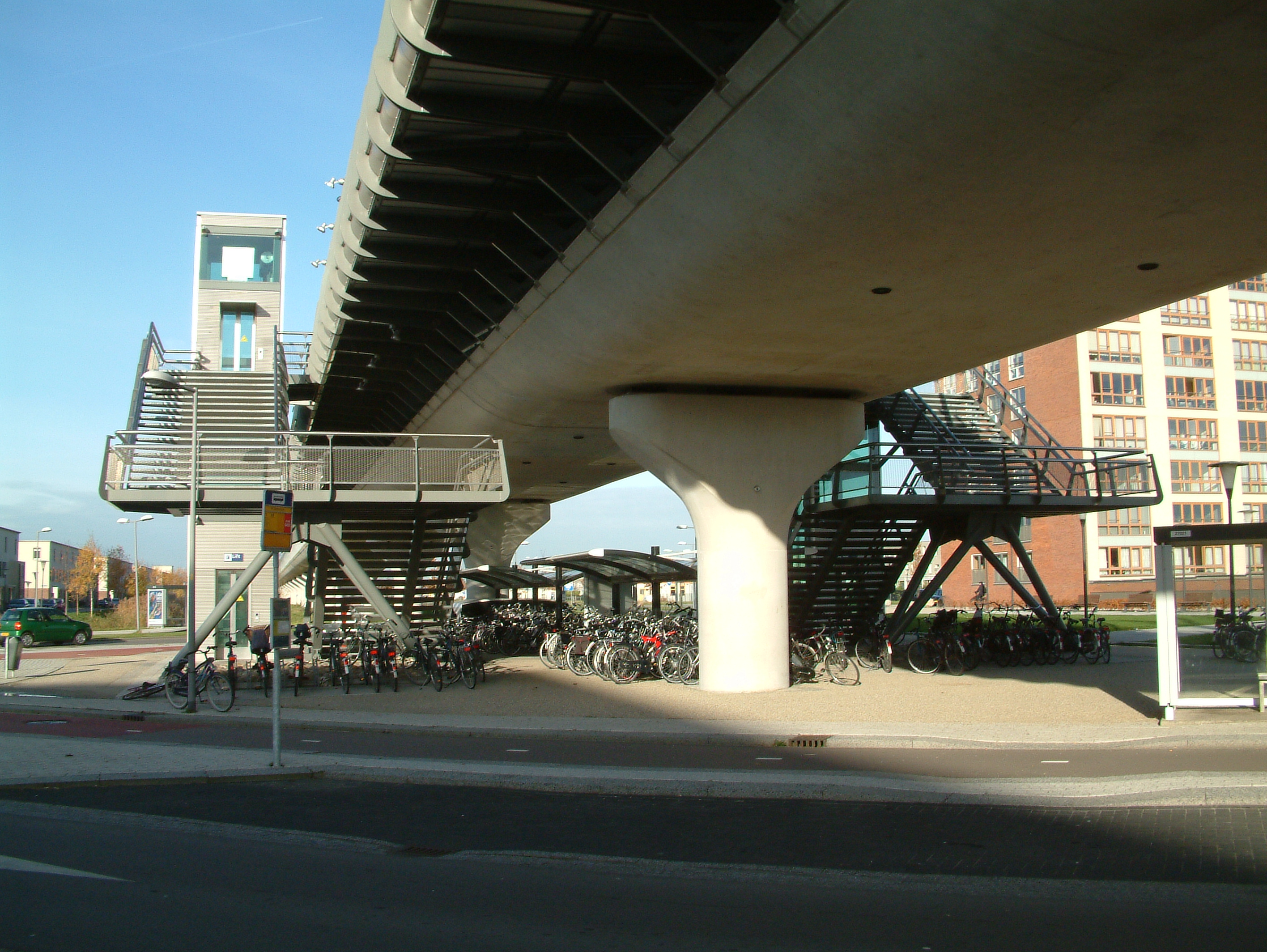
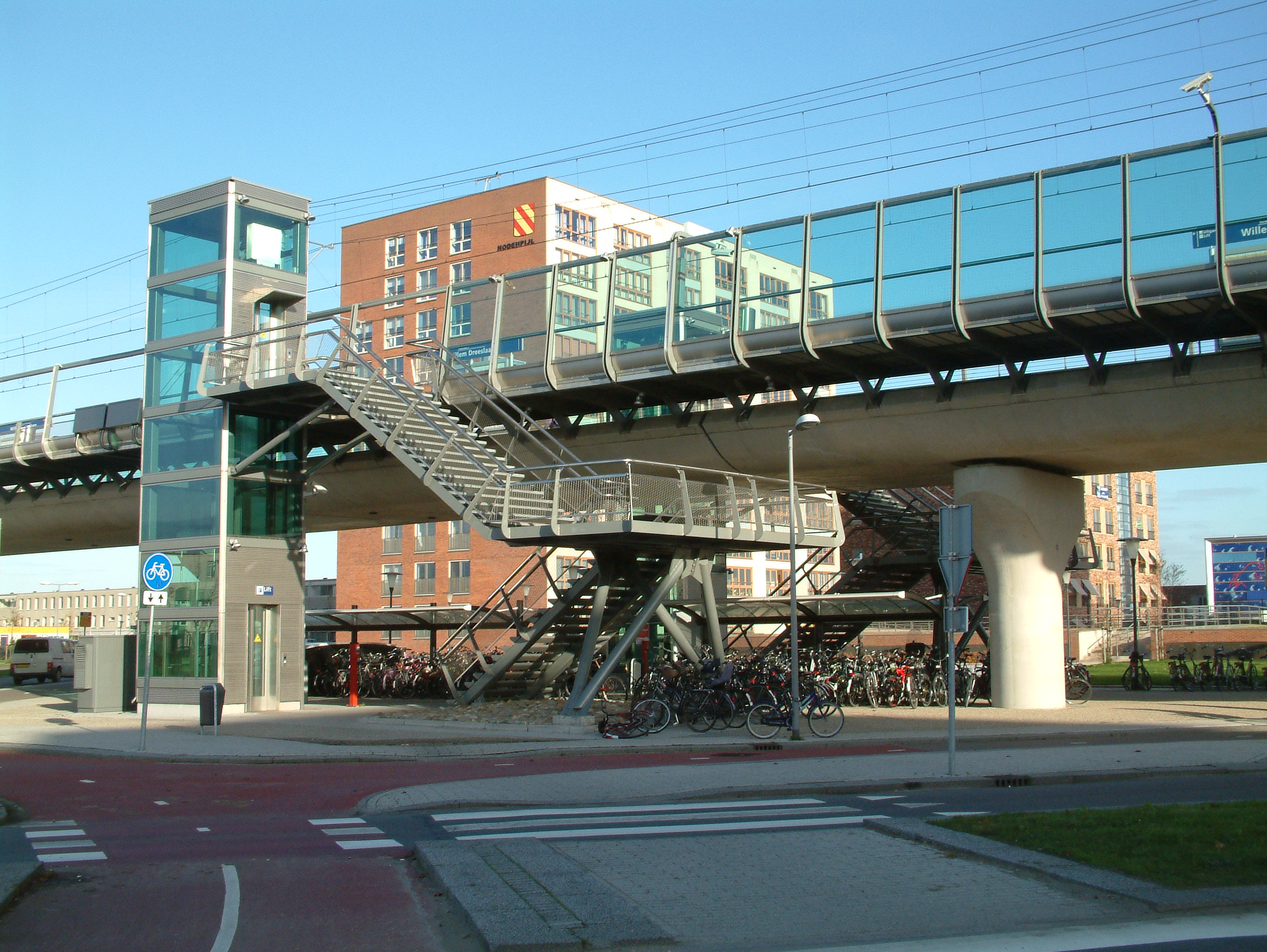
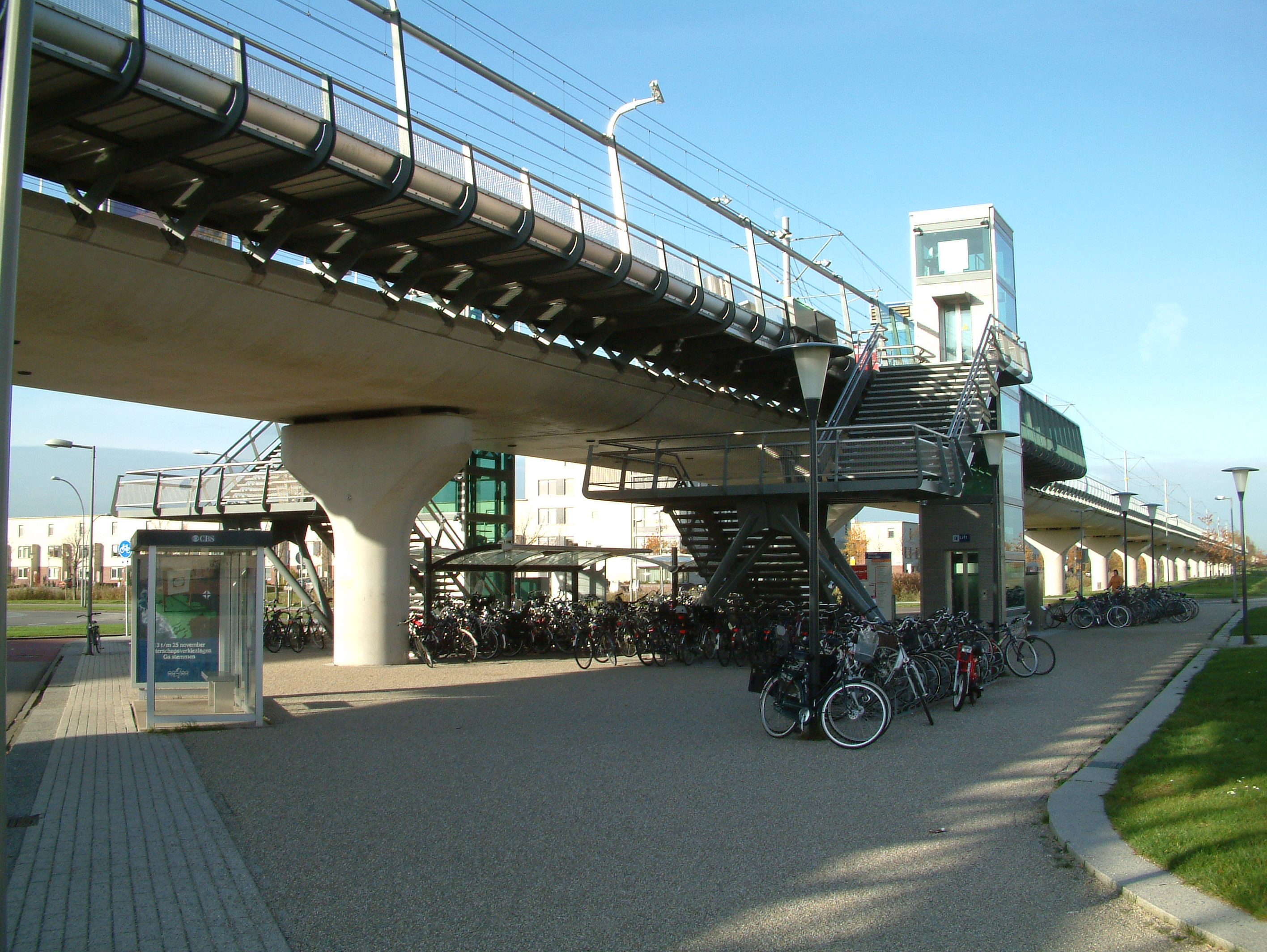

De Uithof · 
Beresteinlaan ·
Bouwlustlaan ·
De Rade ·
Dedemsvaartweg ·
Zuidwoldepad ·
Leyenburg ·
Monnickendamplein ·
Tienhovenselaan ·
Dierenselaan ·
De la Reyweg ·
Monstersestraat ·
HMC Westeinde ·
Brouwersgracht ·
Grote Markt ·
Spui ·
Centraal Station (NS) ·
Beatrixkwartier ·
Laan van NOI (NS) ·
Voorburg 't Loo ·
Leidschendam-Voorburg ·
Forepark ·
Leidschenveen ·
Voorweg Laag ·
Centrum-West ·
Stadhuis ·
Palenstein ·
Seghwaert ·
Willem Dreeslaan ·
Oosterheem ·
Javalaan ·
Van Tuyllpark ·
Lansingerland-Zoetermeer (NS)